# Wiroza S ziemniaka

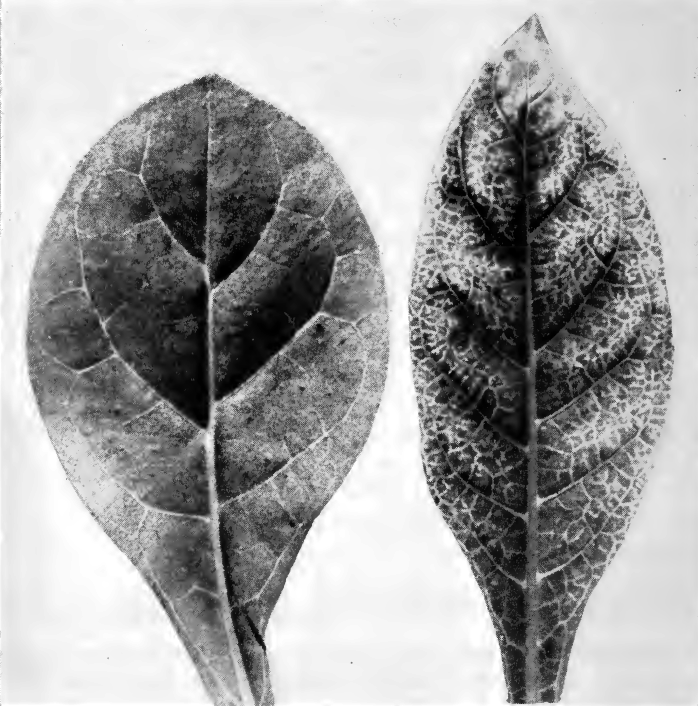
Porażone listki ziemniaka

Wiroza S ziemniaka – wirusowa choroba ziemniaka wywoływana przez wirus S ziemniaka (Potato virus S, PVS).

## Występowanie i szkodliwość
Wiroza S ziemniaka jest szeroko rozprzestrzeniona na świecie. Ziemniaki zainfekowane wirusem PVS są znacznie bardziej podatne na zarazę ziemniaka i mniej podatne na infekcję innymi wirusami, np. PVY i PVX. Jeżeli jednak te trzy wirusy występują jednocześnie, powoduje to nasilenie objawów porażenia.
W Polsce wiroza S ziemniaka występuje bardzo często, ale ma niewielkie znaczenie gospodarcze. U odmian bardzo podatnych na tę chorobę spadki plonów nie przekraczają 10%, jednak odmiany te nie są obecnie uprawiane. Według nowszych zagranicznych opracowań naukowych spadek plonu raczej nie przekracza 5–8%. Obowiązują przepisy prawne określające dopuszczalne maksymalne porażenie sadzeniaków wirusami dla różnych stopni kwalifikacji. W Polsce najwyższy dopuszczalny udział bulw porażonych wirusami, w tym PVS, nie może przekraczać 10% dla klasy B.

## Objawy
Rośliny porażone wirozą S ziemniaka są nieco słabiej ubarwione, ich nerwy są lekko wgłębione, a brzegi górnych liści mogą być lekko zniekształcone. Na dolnych liściach obserwuje się chlorozy lub łagodne nekrozy, liście te przedwcześnie żółkną, czasami wykazują miedziane przebarwienia. Na ich blaszkach pojawia się chlorotyczna mozaika lub zielone plamki na żółtym tle. Objawy choroby są jednak mało wyraźne, a często zakażenie przebiega bezobjawowo. Łatwiejsza identyfikacja możliwa jest w warunkach polowych, przez porównanie roślin chorych ze zdrowymi rosnącymi w sąsiedztwie. Pewne rozpoznanie infekcji PVS umożliwiają jedynie test DAS-ELISA oraz jeszcze bardziej czuły test PCR.

## Ochrona
Brakuje skutecznych metod zwalczania choroby – możliwe jest jedynie jej zapobieganie. W praktyce najskuteczniejsze jest zachowanie dużych odległości między uprawami ziemniaka. Z pól należy usuwać rośliny porażone wraz z bulwami. Zwalczanie mszyc przenoszących wirus PVS jest skuteczne w przypadku liściozwoju ziemniaka, jednak w odniesieniu do PVS oraz wirusów PVY, PVM i PVA – mało skuteczne, a w przypadku obecności roślin porażonych w pobliżu plantacji – całkowicie nieskuteczne. Skuteczne natomiast jest cotygodniowe opryskiwanie roślin olejem mineralnym (np. Olemix 84 EC, Sunspray 850 EC), rozpoczynane po wschodach 80–90% roślin. Zalecana dawka to 7 l/ha. Metoda ta została uznana za najskuteczniejszą w zwalczaniu wirozy S ziemniaka na plantacjach nasiennych. Na plantacjach towarowych tańszą alternatywą jest wymiana sadzeniaków na zdrowe, kwalifikowane co 2–4 lata.
Jedną z najskuteczniejszych metod jest sadzenie odmian odpornych. Ponieważ jednak w Polsce choroba ma niewielkie znaczenie gospodarcze, nie prowadzi się badań nad stopniem odporności poszczególnych odmian na wirozę S ziemniaka. W IHAR-PIB w Młochowie wyprodukowano odmiany odporne z genem NS.
Wczesne niszczenie naci skutecznie ogranicza przemieszczanie się wirusów z części nadziemnych do bulw. Zabieg ten wykonuje się rutynowo na plantacjach sadzeniaków, rzadziej na plantacjach towarowych. Można go przeprowadzić mechanicznie, chemicznie lub metodą kombinowaną – mechaniczno-chemiczną.